# Bergen (bei Kirn)
Bergen ist eine Ortsgemeinde im Landkreis Birkenfeld in Rheinland-Pfalz. Sie gehört der Verbandsgemeinde Herrstein-Rhaunen an.

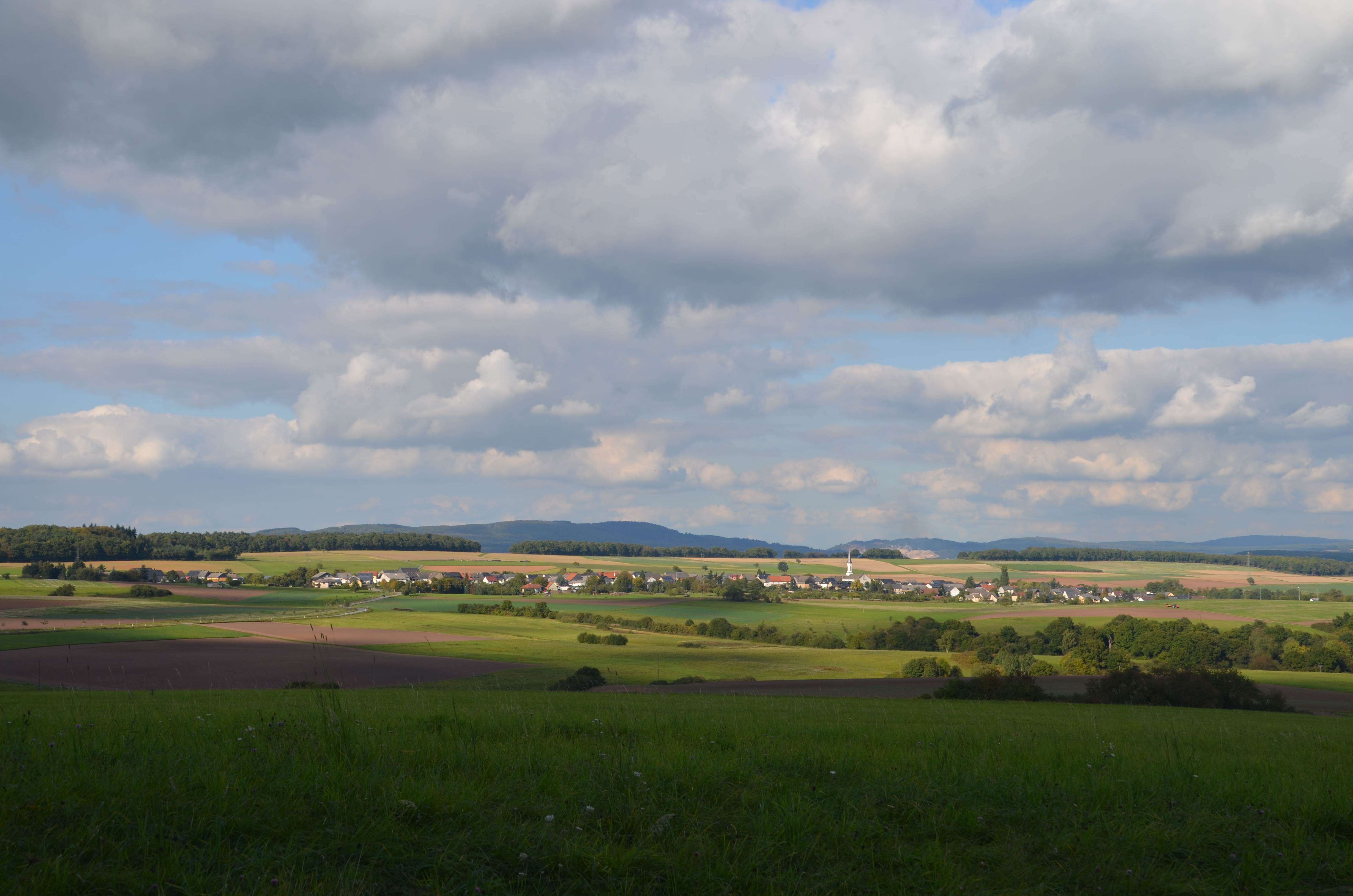
Bergen

## Flächennutzung
Nahezu die Hälfte der Gemeindefläche wird von einem etwa 4,5 km² großen Waldgebiet eingenommen, der Rest des landwirtschaftlich geprägten Ortes besteht überwiegend aus Ackerland.

## Geschichte
Im Jahr 926 wurde Bergen erstmals urkundlich erwähnt, jedoch reichen Siedlungsspuren bis ins 3. Jahrtausend v. Chr. zurück. Südwestlich lag ehemals der Ort Staufenberg.
Nach dem Zweiten Weltkrieg waren in dem Dorf noch über sechzig Betriebe in der Landwirtschaft tätig; derzeit bestehen nur noch sieben, wobei die meisten davon nur noch nebenberuflich geführt werden.
Bis 1969 besaß Bergen noch eine eigene Volksschule. Nach deren Schließung wurden die Schüler der nahegelegenen Stadt Kirn (Landkreis Bad Kreuznach) zugeordnet.
Die Verbandsgemeinde Herrstein richtete 1995 einen zweigruppigen Kindergarten mit einer Aufnahmekapazität von 50 Kindern im Alter von drei bis sechs Jahren ein, der ebenfalls für den Nachwuchs der Nachbarortschaften Berschweiler, Griebelschied und Sonnschied offensteht.
Außerdem finden seit 1995 „Bergentreffen“ mit acht deutschen Orten dieses Namens statt.
Bevölkerungsentwicklung
Die Entwicklung der Einwohnerzahl von Bergen, die Werte von 1871 bis 1987 beruhen auf Volkszählungen:
| Jahr | Einwohner |
| 1815 | 291       |
| 1835 | 354       |
| 1871 | 420       |
| 1905 | 427       |
| 1939 | 408       |
| 1950 | 458       |

| Jahr | Einwohner |
| 1961 | 439       |
| 1970 | 455       |
| 1987 | 435       |
| 1997 | 497       |
| 2005 | 462       |
| 2023 | 454       |

## Politik

### Gemeinderat
Der Gemeinderat in Bergen besteht aus acht Ratsmitgliedern, die bei der Kommunalwahl am 9. Juni 2024 in einer Mehrheitswahl gewählt wurden, und dem direkt gewählten ehrenamtlichen Ortsbürgermeister als Vorsitzendem.

### Bürgermeister
Stephan Ruppenthal wurde 2014 Ortsbürgermeister von Bergen. Bei der Direktwahl am 26. Mai 2019 wurde er mit einem Stimmenanteil von 88,19 % und am 9. Juni 2024 als einziger Bewerber mit 88,2 % jeweils für weitere fünf Jahre in seinem Amt bestätigt.
Ruppenthals Vorgänger Gerhard Friedt hatte das Amt des Ortsbürgermeisters 25 Jahre ausgeübt.

## Kultur und Vereinsleben
Neben dem Sportverein SV 07 gibt es einen Förderverein der Freiwilligen Feuerwehr Bergen, einen Angelsportverein, einen Landfrauenverein, sowie die Evangelische Frauenhilfe. Neben den bäuerlichen Betrieben gibt es mehrere Handwerksbetriebe und eine Gaststätte mit Pension.